# Ernest Armand-Delille
Pour les articles homonymes, voir Armand et Delille (homonymie).
Ernest Armand-Delille est un peintre paysagiste français du XIXe siècle.

## Biographie
Ernest Émile Armand-Delille naît à Marseille le 29 décembre 1843. Il fait d'abord carrière dans la Marine française puis se forme à la peinture avec sa mère, Colette Armand-Delille. Il s'inscrit par la suite aux Beaux-Arts de Paris, où il est l'élève du peintre Jean-Léon Gérôme. 
Il peint essentiellement des paysages des environs de Paris, de la Savoie, du Jura, de la Normandie et de la Creuse, mais aussi des natures mortes ou des fleurs. Ses toiles sont exposées au Salon de Paris (de 1874 à 1883), à Bordeaux, à Marseille et à Genève. 
Parmi ses œuvres, figurent notamment Soir (1878, conservé au musée des Beaux-Arts de Besançon), Mare à Guéret (1880) et Tournant de l'Orne (1882). 
Ernest Armand-Delille meurt à Paris le 5 janvier 1883, à l'âge de 39 ans.